# Rhipidoxylomyia longilobata
Rhipidoxylomyia longilobata är en tvåvingeart som beskrevs av Jiang och Bu 2004. Rhipidoxylomyia longilobata ingår i släktet Rhipidoxylomyia och familjen gallmyggor. Inga underarter finns listade i Catalogue of Life.